# Raymond Macherot
Raymond Macherot (Verviers, 30 maart 1924 - aldaar, 26 september 2008) was een Belgisch striptekenaar en bedenker van de reeksen Chlorophyl en Snoesje. 

## Levensloop

### Jeugd
Als kind wilde Macherot een journalist of schilder worden, maar uit financiële overwegingen werd hij een illustrator en striptekenaar. Aan het einde van de Tweede Wereldoorlog was hij matroos op een mijnenveger bij de Belgische divisie van de Royal Navy. Eind 1945 zwaaide Raymond Macherot af en ging aan de slag bij de belastingdienst. In 1948 werd hij verslaggever bij de krant Courrier du soir in Verviers. Daarnaast begon hij cartoons te publiceren in het satirische weekblad Pan. Hij gebruikte toen nog het pseudoniem "Zara". In 1949 leerde Raymond Macherot zijn latere echtgenote Josette kennen en een jaar later trouwden ze.

### Kuifje
In 1953 sloot hij zich aan bij het weekblad Kuifje, waar hij het eerste scenario schreef voor De Witte Ruiter (Le Chevalier Blanc) van Fred en Liliane Funcken  en verschillende illustraties in het blad zelf verzorgde. 
In 1954 bedacht Macherot de reeks Chlorophyl. De verhalen draaiden rond Chlorophyl, een muis, en zijn beste vriend Minimum, die het samen moesten opnemen tegen allerlei grotere dieren. De bekendste slechterik waar ze tegen streden was de megalomane zwarte rat Anthraciet. 
In De spoorwegpiraten (Les Croquillards) (1957) belandden de personages in een andere setting: het eiland Notenschelp (Croquefredouille). Dit land werd volledig bewoond door "beschaafde" dieren, die zo hoog ontwikkeld waren dat ze aan politiek deden en moderne technologie toepasten. Dit geeft Macherot de mogelijkheid tot maatschappelijke satire. De sfeer van de verhalen is behoorlijk grimmig. Op het eiland komen geen carnivoren voor, maar Anthraciet slaagt erin een steenmarter en een fret te importeren, die een ware slachting aanrichten. Vanwege de grimmige toon weigerde de Lombard uitgeverij deze verhalen uit te geven tot 1980. 
Een andere strip van Macherot in Kuifje was Kapitein Grijzebaard (Le Père la Houle). In 1959 zag een andere reeks van Macherot het levenslicht: Clifton. Deze verhalen draaiden rond een gepensioneerde Britse detective. De tekenaar werkte drie verhalen af, terwijl hij tussendoor ook verhalen rond Chlorophyl bleef bedenken. 
Hierna maakte hij de overstap naar het weekblad Robbedoes. Chlorophyl bleef in Kuifje verschijnen, maar werd overgenomen door andere striptekenaars, waaronder Dupa, Greg, Walli en Bob de Groot. Clifton werd door Turk en De Groot overgenomen en werd een groter succes dan Chlorophyl.

### Robbedoes
Bij Robbedoes creëerde Macherot een volledig nieuwe reeks, Poezekat (Chaminou) (1964), over een kat die geheim agent was voor de koning van het fictieve land Zooland. Nadat het eerste verhaal, Poezekat en de krompier (Chaminou et le khrompire), door de lezers van Robbedoes matig werd ontvangen, werd deze reeks echter niet voortgezet. De zwarte humor en de soms wrede scènes voor een kinderstrip vielen niet goed bij een deel van het publiek en bij de directie van Dupuis. Op het einde van de jaren tachtig en het begin van de jaren negentig werd de reeks wel weer opgepikt bij uitgeverij Marsu Productions.
Hij begon een nieuwe serie, Snoesje (Sibylline), die qua sfeer en geest dichter bij Chlorophyl aansloot. Snoesje was een vrouwelijke muis die samen met haar verloofde Taboem in het bos woonde. De succesrijke reeks kende elf albums. Van 1972 tot 1976 werden de scenario's verzorgd door Paul Deliège, omdat Macherot aan een ernstige depressie leed. In 1990, toen Macherot met pensioen ging, werd de reeks stopgezet. 
Andere reeksen die Macherot voor Robbedoes bedacht waren Pantoffel (Pantoufle) (met René Goscinny), die in 1980 ook in het weekblad Donald Duck verscheen, Minnolt (Mirliton) (met Raoul Cauvin) en als scenarist verzorgde hij samen met Yvan Delporte Mulligan voor Berck. Ook schreef hij samen met  Delporte en André Franquin Isabel voor Will. Tijdens de jaren 90 werd de reeks Poezekat heropgestart. Eerst door het team van Yann en Denis Bodart en later door Olivier Saive die de reeks volledig hertekende. Saive splitste het album Poezekat en de Krompier in twee delen, onder Macherots supervisie. Snoesje werd in 2006 door André Taymans nieuw leven ingeblazen, opnieuw onder Macherots supervisie.

### Overlijden
Raymond Macherot overleed in de nacht van donderdag 25 op vrijdag 26 september 2008 in zijn slaap, op 84-jarige leeftijd. De tekenaar en scenarist was al 15 jaar met pensioen. Hij verbleef de laatste jaren van zijn leven in een rusthuis in de buurt van Verviers.

## Stijl
Alhoewel Macherots reeksen op het eerste gezicht schattig en onschuldig lijken, zijn zijn strips veel gewelddadiger en ambigu dan men zou denken. Het hoofdthema in zijn oeuvre is de strijd om te overleven. In Macherots wereld leven dieren in een eigen maatschappij en moeten soorten leren in vrede met elkaar omgaan. Op Notenschelp en in Zooland zijn de meeste dieren daarom vegetariër en de slechteriken meestal roofdieren die deze wetten aan hun laars lappen. Sommige verhalen van Macherot zijn erg politiek, vooral de "Notenschelp-cyclus" en Poezekat en de Krompier. Ook op het thema "oorlog" wordt in veel van zijn verhalen gealludeerd.

## Tegenwoordig
Niet alle verhalen zijn in boekvorm uitgebracht en meestal ook niet in chronologische volgorde. Veel albums worden tegenwoordig niet meer herdrukt en kunnen enkel in tweedehandsstripwinkels gevonden worden. In 2011 en 2012 worden de reeksen Clifton, Snoesje en Chlorophyl opgenomen in integrale uitgaven.
Macherot is een van de Belgische strippioniers wiens werk tentoongesteld staat in het Belgisch stripmuseum.